# Niittuluoto (ö i Egentliga Finland, Nystadsregionen)
Niittuluoto är en ö i Finland. Den ligger i Skärgårdshavet och i kommunen Nystad i den ekonomiska regionen  Nystadsregionen i landskapet Egentliga Finland, i den sydvästra delen av landet. Ön ligger omkring 58 kilometer nordväst om Åbo och omkring 210 kilometer väster om Helsingfors.
Öns area är 48,3 hektar och dess största längd är 1,1 kilometer i öst-västlig riktning. Ön höjer sig omkring 10 meter över havsytan.